# راشيل باريت
راشيل باريت (12 نوفمبر 1874-26 أغسطس 1953) ناشطة ويلزية في حق تصويت المرأة، ومحررة صحيفة، ولدت في كارمارثين. تلقت تعليمها في كلية ويلز الجامعية في آبريستويث، وأصبحت معلمة علوم، لكنها تركت وظيفتها في عام 1906 بعد سماعها نيلي مارتل تتحدث عن حق المرأة في التصويت، وانضمت إلى الاتحاد الاجتماعي والسياسي للمرأة، وانتقلت إلى لندن. أصبحت في عام 1907 مُنظِمة في الاتحاد الاجتماعي والسياسي للمرأة، والمُنظِمة المشاركة لحملة الاتحاد الوطنية بعد أن هربت كريستابيل بانكهورست إلى باريس. تولت في عام 1912 مسؤولية الصحيفة الجديدة ذا سافرجيت رغم عدم امتلاكها لخلفية صحفية. قُبض على باريت عدة مرات بسبب أنشطة متعلقة بحق التصويت، وأمضت عامي 1913-1914 متخفيةً خوفًا من إعادة اعتقالها.

## النشأة
ولدت باريت في كارمارثين عام 1874، وهي ابنة مساح الأراضِ والطرق ريس باريت وزوجته الثانية آن جونز، وكان كلاهما من المتحدثين بالويلزية. نشأت في بلدة لانديلو مع شقيقها الأكبر ريس وأختها الصغرى جانيت. أظهر التعداد السكاني لعام 1881 أن والدتها آن كانت الراشدة الوحيدة الحيّة في عنوانهم في ألان رود، إذ توفي والدها في عام 1878. تلقت باريت تعليمها في مدرسة داخلية في ستراود مع شقيقتها، واستحقت منحة دراسية في كلية ويلز الجامعية في آبريستويث. تخرجت عام 1904 بدرجة بكالوريوس في العلوم من جامعة لندن للتعليم الخارجي، وأصبحت معلمة علوم، ودرّست في كل من لانجفني وكارمارثين وبينارث.

## حياتها كناشطة حق تصويت المرأة

### بداية نشاطها مع الاتحاد الاجتماعي والسياسي للمرأة
حضرت باريت تجمعًا لمناصرات حق تصويت المرأة في أواخر عام 1906 في كارديف، وألهمها خطاب نيلي مارتل للانضمام إلى الاتحاد الاجتماعي والسياسي للمرأة في نهاية الاجتماع. شعرت «أنهن كنّ يفعلن الشيء الصحيح والوحيد» واعتقدت أنها نفسها «لطالما أيدت حق تصويت المرأة». بدأت باريت في العام التالي نشاطها في الاتحاد الاجتماعي والسياسي للمرأة، وساعدت في تنظيم اجتماعات أديلا بانكهورست في كارديف وباري ذلك العام، وشاركتها المنصة كإحدى المتحدثات. تحدثت باريت نيابة عن الاتحاد في العديد من الاجتماعات، وكانت غالبيتها في ويلز، ما تعارض مع دورها كمعلمة مدرسة، إذ رفضت إدارة المدرسة علانيّة توجهاتها خاصة بعد أنباء رشقها وأديلا بانكهورست بالدقيق في تجمع حاشد في كارديف دوكس كما أفادت الصحف المحلية.
استقالت باريت في يوليو 1907 من عملها كمعلمة والتحقت بكلية لندن للاقتصاد، بالقرب من مقر الاتحاد الاجتماعي والسياسي للمرأة في مبنى كليمنت، بهدف دراسة الاقتصاد وعلم الاجتماع والعمل من أجل الحصول على درجة الدكتوراه. بلغ نشاطها في الاتحاد ذروته في أغسطس من ذلك العام، إذ نظمت حملة انتخابات فرعية في دائرة سانت أدموند بوري، مع غلاديس كيفيل ونيلي مارتل وإيميلين بانكهورست وآيتا لامب وإلسا جي. أثرت في الأمريكية أليس بول- الطالبة آنذاك- وباعت كلتاهما نسخًا من شعارات «التصويت للنساء».
نشطت باريت أيضًا مع أديلا بانكهورست في برادفورد. أصبحت باريت متفرغة للالتحاق بكلية لندن للاقتصاد عند انتهاء أنشطة حملتها، والتي أثبتت فائدة موقعها في حضور أنشطة الاتحاد في مبنى كليمنت القريب. انشغلت باريت مرة أخرى في فترة عيد الميلاد بحملات الاتحاد، مع بانكهورست ومارتل ولامب ونيلي كروكر لمقعد ميد ديفون الليبرالي «الحيوي والصعب» في نيوتن أبوت، وفي حملات الفترة التي سبقت انتخابات آشبورتون الفرعية.